# Франсоа От
Франсоа От (фр. François Heutte; Шомонт ан Вексен, 21. фебруар 1938) је бивши француски фудбалер. Био је члан француске репрезентације на првом Европском првенству у фудбалу 1960. Наступио је за Француску на првом издању Купа европских нација 1960. године. Био је један од најбољих стрелаца Европског првенства 1960. године са постигнута два гола (по два гола су постигли:Валентин Иванов, Виктор Понедељник, Милан Галић и Дражан Јерковић).
Професионалну каријеру започео је 1955. у ФК Руан. За овај клуб одиграо је 33 меча и постигао 12 голова. Од 1957. до 1959. бранио је боје Лила. Године 1959. Франсоа се преселио у Париз и заиграо за Расинг, а већ у првој сезони помогао је новом клубу да освоји треће мјесто у првенству. Наредне двије сезоне Расинг је завршио на другом месту у првенству. Сезону 1964/65 у Сент Етјену. Наредне сезоне је поново играо за Лил, а у сезони 1966/67 наступио је за Ремс. Две сезоне провео је у друголигашком клубу Шомону. Каријеру је завршио у Расингу којем је помогао да из аматерског првенства уђе у Лигу 3. За репрезентацију Француске дебитовао је 13. децембра 1959. у квалификационој утакмици за Европско првенство 1960. против репрезентације Аустрије. У завршној фази Европског првенства 1960. у Француској, От је постигао два гола (оба у полуфиналу против Југославије ) и био међу најбољим стрелцима турнира.

## Голови за репрезентацију
| #   | Датум              | Мјесто                                 | Противник   | Резултат | Турнир                   |
| --- | ------------------ | -------------------------------------- | ----------- | -------- | ------------------------ |
| 1.  | 27. март 1960.     | Стадион Ернст Хапел, Беч, Аустрија     | Аустрија    | 2–4      | Квалификације за ЕП 1960 |
| 2,3 | 6. јул 1960.       | Парк принчева, Париз, Француска        | Југославија | 4–5      | Евро 1960                |
| 4.  | 10. децембар 1961. | Стадион Ив де Маноар, Париз, Француска | Шпанија     | 1–1      | пријатељска утакмица     |